# Diocesi di Tianguá
La diocesi di Tianguá (in latino: Dioecesis Tianguensis) è una sede della Chiesa cattolica in Brasile suffraganea dell'arcidiocesi di Fortaleza. Nel 2022 contava 408.100 battezzati su 487.139 abitanti. È retta dal vescovo Francisco Edimilson Neves Ferreira.

## Territorio
La diocesi comprende 13 comuni nella zona settentrionale dello stato brasiliano del Ceará: Camocim, Granja, Barroquinha, Chaval, Viçosa do Ceará, Tianguá, Ubajara, Ibiapina, São Benedito, Carnaubal, Guaraciaba do Norte, Croatá e Graça.
Sede vescovile è la città di Tianguá, dove si trova la cattedrale di Sant'Anna. A Guaraciaba do Norte sorge il monastero di Nostra Signora di Guadalupe delle Suore Agostiniane Recollette, fondato nel 2003.
Il territorio si estende su 9.680 km² ed è suddiviso in 21 parrocchie, raggruppate in 3 vicariati: Nord, Centro e Sud.

## Storia
La diocesi è stata eretta il 13 marzo 1971 con la bolla Qui summopere di papa Paolo VI, ricavandone il territorio dalla diocesi di Sobral.

## Cronotassi dei vescovi
Si omettono i periodi di sede vacante non superiori ai 2 anni o non storicamente accertati.
- Timóteo Francisco Nemésio Pereira Cordeiro, O.F.M.Cap. † (13 marzo 1971 - 20 marzo 1990 deceduto)
- Francisco Javier Hernández Arnedo, O.A.R. (6 marzo 1991 - 15 febbraio 2017 ritirato)
- Francisco Edimilson Neves Ferreira, dal 15 febbraio 2017

## Statistiche
La diocesi nel 2022 su una popolazione di 487.139 persone contava 408.100 battezzati, corrispondenti all'83,8% del totale.
| anno | popolazione | popolazione | popolazione | presbiteri | presbiteri | presbiteri | presbiteri                | diaconi | religiosi | religiosi | parrocchie |
| anno | battezzati  | totale      | %           | numero     | secolari   | regolari   | battezzati per presbitero | diaconi | uomini    | donne     | parrocchie |
| ---- | ----------- | ----------- | ----------- | ---------- | ---------- | ---------- | ------------------------- | ------- | --------- | --------- | ---------- |
| 1976 | 292.500     | 300.000     | 97,5        | 11         | 9          | 2          | 26.590                    |         | 2         | 61        | 11         |
| 1980 | 307.000     | 316.000     | 97,2        | 15         | 14         | 1          | 20.466                    |         | 1         | 58        | 14         |
| 1990 | 417.000     | 439.000     | 95,0        | 19         | 19         |            | 21.947                    |         | 2         | 59        | 16         |
| 1999 | 345.000     | 384.000     | 89,8        | 22         | 22         |            | 15.681                    |         |           | 58        | 14         |
| 2000 | 400.000     | 420.000     | 95,2        | 23         | 19         | 4          | 17.391                    |         | 4         | 61        | 14         |
| 2001 | 373.521     | 403.807     | 92,5        | 25         | 22         | 3          | 14.940                    |         | 3         | 61        | 14         |
| 2002 | 379.000     | 411.397     | 92,1        | 25         | 22         | 3          | 15.160                    |         | 3         | 61        | 14         |
| 2003 | 378.485     | 411.397     | 92,0        | 24         | 21         | 3          | 15.770                    |         | 3         | 61        | 14         |
| 2004 | 378.485     | 411.397     | 92,0        | 25         | 20         | 5          | 15.139                    |         | 5         | 74        | 14         |
| 2010 | 409.000     | 445.000     | 91,9        | 30         | 23         | 7          | 13.633                    |         | 7         | 39        | 14         |
| 2014 | 428.000     | 466.800     | 91,7        | 40         | 34         | 6          | 10.700                    | 4       | 6         | 29        | 17         |
| 2017 | 401.000     | 463.000     | 86,6        | 51         | 40         | 11         | 7.862                     | 9       | 21        | 67        | 18         |
| 2020 | 401.345     | 484.380     | 82,9        | 45         | 39         | 6          | 8.918                     | 9       | 6         | 60        | 20         |
| 2022 | 408.100     | 487.139     | 83,8        | 44         | 43         | 1          | 9.275                     | 9       | 9         | 37        | 21         |